# Chen Xujing
Chen Xujing (陈序经; * 1. September 1903 in Hainan; † 16. Februar 1967 in Tianjin) war ein chinesischer Pädagoge, Politikwissenschaftler und Vizepräsident der Sun-Yat-sen-Universität (Guangdong).
Chen Xujing schloss 1925 sein Studium der Soziologie an der Fudan-Universität ab. Nachdem er 1928 an der University of Illinois in Politikwissenschaften promoviert hatte, veröffentlichte er im folgenden Jahr seine Dissertation über Souveränitätstheorien. Während er eine Stelle als Soziologe an der Lingnan-Universität innehatte, reiste er zum Studium an die Humboldt-Universität zu Berlin nach Deutschland. Er wurde Professor an der Nankai-Universität, leitete das Wirtschaftsforschungsinstitut und die Fakultät für Politik und Wirtschaft und fungierte als Vizepräsident der Universität. Nach seiner Tätigkeit als Vizepräsident der Sun-Yat-sen-Universität (Guangdong) wurde er 1948 Präsident der Lingnan-Universität und anschließend Präsident der Jinan-Universität in Guangzhou.